# شستشوی کودک
شستشوی بچه (انگلیسی: The Child's Bath) نقاشی رنگ روغن نقاش آمریکایی مری کسات است که در ۱۸۹۳ کشیده شده است. نقاش در انتخاب موضوع نقاشی و زاویه دید از بالا، از هنرمندان چوب‌تراش ژاپنی الهام گرفته است. این نقاشی جایگاه مادرانگی را نشان می‌دهد و به سبک‌وسیاق ادگار دگا شباهت دارد. در ۱۹۱۰ مؤسسه هنر شیکاگو این نقاشی را به دست آورد و از آن زمان یکی از نقاشی‌های محبوب این موزه به حساب می‌آید.